# Истамбул (Пензенская область)
 Истамбул  — поселок Пензенского района Пензенской области. Входит в состав Краснопольского сельсовета.

## География
Находится в центральной части Пензенской области на расстоянии приблизительно 14 км на запад-северо-запад от районного центра села Кондоль.

## История
Известен с 1930 года. В 1955 колхоз имени Молотова. В 2004 году 5 хозяйств.

## Население
| 2010 |
| ---- |
| 3    |

Численность населения: 245 человек (1930 год), 247 (1939), 131 (1959), 64 (1979), 29 (1989), 26 (1996). Население составляло 4 человека (татары 50 %, мордва 50 %) в 2002 году, 3 в 2010.